# Danuta Wróblewska
Danuta Wróblewska-Frączak (ur. w 1934 w Białymstoku, zm. 8 sierpnia 2013) – polska historyk i krytyk sztuki, muzealniczka, organizatorka wystaw sztuki współczesnej, publicystka.
W latach 1983–1989 była kierowniczką Działu Sztuki Współczesnej Muzeum Archidiecezji Warszawskiej, a w okresie 1990-2001 – filii Państwowej Galerii Sztuki Zachęta – Galerii Kordegarda. Współpracowała z Galerią Krytyków „Pokaz” i Galerią „Studio”. 
Poza pracą wystawienniczą była redaktorką czasopism: „Projekt” (1956–1983), „Pokaz” (1993–2008) oraz „Aspiracja” (2004–2006).